# Sohrokī
Sohrokī (persiska: سهركی) är en ort i Iran.   Den ligger i provinsen Hormozgan, i den sydöstra delen av landet, 1 300 km sydost om huvudstaden Teheran. Sohrokī ligger 26 meter över havet och antalet invånare är 251.
Terrängen runt Sohrokī är huvudsakligen platt, men norrut är den kuperad. Runt Sohrokī är det mycket glesbefolkat, med 7 invånare per kvadratkilometer. Närmaste större samhälle är Gohert, 8,0 km sydväst om Sohrokī. Trakten runt Sohrokī är ofruktbar med lite eller ingen växtlighet.